# Right Here
„Right Here” – utwór brytyjskiej piosenkarki Jess Glynne. Utwór wydany został 6 lipca 2014 roku przez wytwórnię płytową Warner Music Group jako pierwszy singel piosenkarki z jej debiutanckiego albumu studyjnego, zatytułowanego I Cry When I Laugh. Twórcami tekstu utworu są Jessica Glynne, Janée Bennett, Kye Gibbon i Matthew Robson-Scott, natomiast jego produkcją zajął się Gorgon City. Do singla nakręcony został teledysk, a jego reżyserią zajął się Jo'lene Henry. Utwór zadebiutował 13 lipca 2014 roku na 6. pozycji w notowaniu UK Singles Chart i uzyskał status srebrnej płyty w Wielkiej Brytanii.

## Pozycje na listach przebojów
| Kraj            | Lista (2015)            | Pozycja | Status        |
| --------------- | ----------------------- | ------- | ------------- |
| Australia       | Top 50 Singles          | 67      | —             |
| Irlandia        | Top 50 Singles          | 57      | —             |
| Niemcy          | Top 100 Singles         | 25      | —             |
| Polska          | Airplay Top 20          | 18      | —             |
| Szkocja         | Scottish Singles Top 40 | 6       | —             |
| Szwajcaria      | Singles Top 75          | 23      | —             |
| Wielka Brytania | Singles Top 100         | 6       | srebrna płyta |